# Alte Markt (Dortmund)

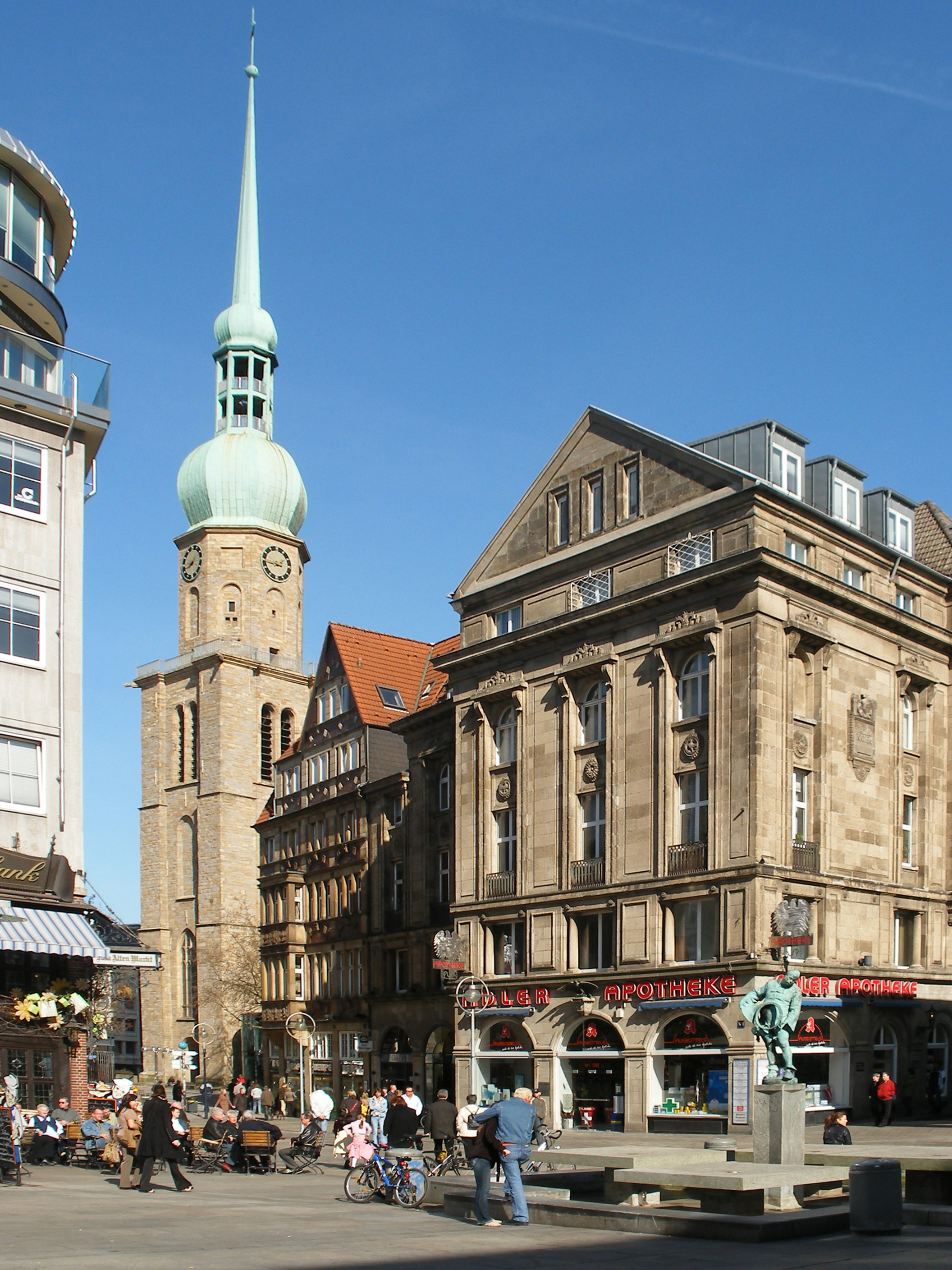
Alte Markt en Sint-Reinoutkerk

De Alte Markt is het historische centrum en één van de oudste pleinen van de stad Dortmund. De markt werd wellicht reeds aangelegd in de 9de eeuw. De markt ligt bezuiden de winkelstraat Westenhellweg. Tot 1955 stond hier het Oude Raadhuis dat al in 1240 gedocumenteerd werd en beschouwd werd als het oudste stenen stadhuis van Duitsland. 
Tijdens de Tweede Wereldoorlog werd het historische stadscentrum bina volledig verwoest. Als onderdeel van de reorganisatie van het stadscentrum tijdens de wederopbouw werd het marktplein enkele meters naar het zuiden verplaatst en werden de randen van het plein rechtgetrokken. Dit resulteerde in de sloop van een aantal van de overgebleven gebouwen. Het oudste gebouw dat er nog staat is Markt 11 aan de Noordkant daterend uit 1905. 